# Bradypterus brunneus
Felosa-rabilonga ou felosa-castanha-de-madagáscar (Bradypterus brunneus) é uma espécie de ave da família Locustellidae.
Apenas pode ser encontrada em Madagáscar.
Os seus habitats naturais são: regiões subtropicais ou tropicais húmidas de alta altitude.
Está ameaçada por perda de habitat.